# Aleksander Jerzy Billewicz
Aleksander Jerzy Billewicz herbu Mogiła – ciwun Wielkich Dyrwian w latach 1744–1755, podstarości żmudzki w latach 1743–1754, surogator grodzki żmudzki w latach 1741–1742, koniuszy żmudzki w latach 1724–1746. Ojciec Jerzego Szymona sędziego ziemskiego i generała adiutanta i Mateusza.